# Calydia
Calydia é um gênero de traça pertencente à família Arctiidae.